# Cameno
Cameno es una localidad del municipio burgalés de Briviesca, en la comunidad autónoma de Castilla y León (España). 
La iglesia está dedicada a santa María la Mayor.

## Localidades limítrofes
Confina con las siguientes localidades:
- Al norte con Quintanillabón.
- Al noreste con Grisaleña.
- Al este con Quintanilla San García.
- Al sur con Bañuelos de Bureba.
- Al suroeste con Briviesca.
- Al noroeste con Aguilar de Bureba.

## Demografía
| Gráfica de evolución demográfica de Cameno entre 1842 y 1960 |
| |
| Población de derecho según los censos de población del INE. Población de hecho según los censos de población del INE.Entre el censo de 1970 y el anterior, este municipio desaparece porque se integra en el municipio Briviesca. |

Evolución de la población
| Gráfica de evolución demográfica de Cameno entre 2000 y 2020       |
|                                                                    |
| Población de derecho (2000-2017) según el padrón municipal del INE |

## Historia

### Descripción en el Diccionario Madoz
Así se describe a Cameno en el tomo V del Diccionario geográfico-estadístico-histórico de España y sus posesiones de Ultramar, obra impulsada por Pascual Madoz a mediados del siglo XIX:

CAMENO: villa con ayuntamiento en la provincia, audiencia territorial, capitanía general y diócesis de Burgos (8 leguas), partido judicial de Briviesca (1/2); Situada sobre una colina, a la libre influencia de los vientos, con clima sano. Consta de 70 casas, inclusa la consistorial, de un solo piso comúnmente, distribuidas en calles irregulares, incómodas, sin policía ni empedrado; le llaman plaza a un espacio que está en el centro de la villa, que por una parte es de un derrumbadero, y por otro un declive peligroso; hay una escuela, común a ambos sexos, con escasa dotación, a la que concurren unos 50 alumnos, y una iglesia parroquial (Santa María), servida por 3 beneficiados, desempeñando el curato uno de ellos; un cementerio y una fuente de malas aguas, fuera de la población, y abrevadero para caballerías. El término confina N Quintanillabón (1/4 legua); E Quintanilla San García (1); S Bañuelos de Bureba (1/2), y O Briviesca (1/2 cuarto); en él se encuentra una fuente nombrada de Poyales, de aguas saludables y exquisitas para el surtido y uso común de los vecinos; se halla a ¼ de legua distante del pueblo, y para llegar a ella, atraviesan el río Oca por cima de unos maderos, que hacen peligroso su paso. Se dice, según piadosa tradición, que Santo Domingo de Silos, habitó en estos campos, cuando eran desierto, en el paraje que hoy llaman la Venta, por haber existido una, que desapareció hace 40 años, junto a la carretera de Francia. El terreno participa de monte y llano; en lo general, es de buena calidad y fértil; lo dedican todo al cultivo de cereales, y a la cría y recría de ganados, que constituye el tráfico más lucrativo del país, por lo que se han abandonado las plantaciones de viñedo y frutales; le fertilizan las aguas del mencionado río Oca, que pasa cerca de la población, en el cual desagua el escaso arroyo nombrado Fuentecillas, que nace en el término, cruza el camino real, y sobre él hay 2 puentes titulados de Valsorda, nuevamente construido uno de ellos, y próximo al otro, para desahogo de las aguas, que se reúnen allí en las grandes tempestades. Caminos: a excepción de la dicha carretera de Francia, los demás son locales, y de herradura, porque en este pueblo, no se hace uso de los carros; se hallan en muy mal estado, y se hacen intransitables por lo arcilloso del terreno. El correo se recibe de Briviesca. Producciones: trigo, cebada, centeno y legumbres; cría ganado lanar de mucha estimación en el país, y se recría el mular con mucha utilidad, por ser muy a propósito los pastos; hay alguna caza y pesca de anguilas, cangrejos y peces. Población: 54 vecinos, 169 almas. Capital productivo: 1.004.900 reales. Imponible: 98.768. Contribución: 7.225 reales 18 maravedíes. El presupuesto municipal asciende a 4.432 reales y se cubre por repartimiento entre los vecinos.
Diccionario geográfico-estadístico-histórico de España y sus posesiones de Ultramar